# الدوري البيروي لكرة القدم 2000
الدوري البيروفي لكرة القدم 2000 (بالإسبانية: Campeonato Descentralizado 2000)‏ هو الموسم 72 من الدوري البيروفي لكرة القدم. كان عدد الأندية المشاركة فيه 12، وفاز فيه الجامعي دي بيرو.